# Una sventatella
Una sventatella è un film muto italiano del 1918 diretto da Gero Zambuto.